# Walter Veit Simon
Walter Veit Simon (geboren 28. Dezember 1882 in Berlin; gestorben 21. April 1958 in Santiago de Chile) war ein deutscher Orthopäde und Chirurg.

## Leben
Simon war der Sohn des Berliner Bankiers Theodor August Veit Simon und von dessen Frau Hedwig, geb. Liebermann, einer Cousine des Malers Max Liebermann. Er studierte Medizin an den Universitäten Berlin, Würzburg und Freiburg i. B., wo er bei dem Pathologen Ludwig Aschoff promoviert wurde. 1910 heiratete Walter Veit Simon Elise Sophie Saulmann, aus der Ehe gingen zwei Söhne hervor. Von 1910 bis 1914 arbeitete er bei Hermann Küttner am Lehrstuhl für Chirurgie an der Universität Breslau. 1914 ging er an die Orthopädische Universitätsklinik „Friedrichsheim“ in Frankfurt a. M. Im Ersten Weltkrieg war Simon Truppenarzt und wurde zweimal verwundet. 1916 wurde er habilitiert und erhielt die Lehrbefugnis für Chirurgie, ein Jahr später wurde er zum außerordentlichen Professor ernannt. 1923 ließ Simon sich als Facharzt für orthopädische Chirurgie in Frankfurt nieder und arbeite an der Rot-Kreuz-Klinik in Frankfurt. In seiner praktischen und seiner wissenschaftlichen Arbeit widmete er sich insbesondere der damals so genannten „Krüppelfürsorge“. Er war daneben von 1930 bis 1933 Sportarzt beim FSV Frankfurt.
Mit dem Machtantritt der Nationalsozialisten war er zunächst noch als sog. „Frontkämpfer“ vor Verfolgung geschützt, verlor schließlich aber seine Krankenhaustätigkeit und seine Professur und konnte nur noch als niedergelassener Arzt arbeiten. Im Zuge des Novemberpogroms wurde Walter Veit Simon verhaftet und in das KZ Buchenwald deportiert. Nach acht Tagen wurde er entlassen und konnte über New York nach Chile fliehen. Hier arbeitete er fortan in eigener Privatpraxis und am San Borja Arriarán in Santiago de Chile. 1946 nahm er die chilenische Staatsbürgerschaft an.
2017 wurde für Walter Veit Simon ein Stolperstein vor dem Haupteingang des Leipziger Universitätsklinikums verlegt, zusammen mit 35 weiteren Stolpersteinen für ehemalige Mitglieder der Deutschen Gesellschaft für Unfallchirurgie (DGU).

## Veröffentlichungen
- Über Pigmentierungen im Darm mit besonderer Berücksichtigung des Wurmfortsatzes. In: Frankfurter Zeitschrift für Pathologie. Bd. 3 (1909), Heft 1 (Freiburg i. B., Univ., Diss., 1909).
- Spätrachitis und Hungerosteopathie: Referat auf dem XVI. Kongreß der Deutschen Orthopädischen Gesellschaft am 19. Mai 1921. Schoetz, Berlin 1921 (Veröffentlichungen aus dem Gebiete der Medizinalverwaltung; 14,6 = 144).
- Aus der Praxis der Krüppelfürsorge. Reitz & Köhler, Frankfurt a. M. 1922 (Schriften des Frankfurter Wohlfahrtsamtes; 11).